# IC 1558
IC 1558 ist eine Balken-Spiralgalaxie vom Hubble-Typ SBm im Sternbild Bildhauer am Südsternhimmel. Sie ist schätzungsweise 69 Millionen Lichtjahre von der Milchstraße entfernt.
Das Objekt wurde am 3. November 1898 vom Astronomen DeLisle Stewart entdeckt.